# جوزيف بيري (مصور سينمائي)
جوزيف بيري (بالإنجليزية: Joseph Perry)‏ هو مصور سينمائي أسترالي، ولد في 5 أغسطس 1863، وتوفي في 29 أبريل 1943.